# Олимпијска повеља
Олимпијска повеља − је скуп правила и смерница за организацију Олимпијских игара и за управљање олимпијским покретом. Последња ревизија повеље је била 17. јула 2020. године током 136. заседања МОК-а, одржаног путем видео конференције. Повеља је усвојена од стране Међународног олимпијског комитета (МОК), и она служи као кодификација основних принципа, правила и подзаконских аката. Француски и енглески су званични језици Олимпијске повеље.

## Сврха
Током историје Олимпијаде, Олимпијска повеља је често одлучивала о исходу олимпијских контроверзи. Као што је наведено у уводу, Олимпијска повеља има три главне сврхе:
- да се утврде принципи и вредности олимпизма
- да служи као правилник МОК-а
- да се дефинишу права и обавезе четири главне компоненте олимпијског покрета: Међународни олимпијски комитет (МОК), Међународне федерације и Национални олимпијски комитет и Организациони комитети за Олимпијске игре.

## Главне компоненте
Са својих 5 поглавља и 61 члана, Олимпијска повеља детаљно описује смернице и правила. Члан повеље наглашава и резимира оне ставке које се сматрају најважнијим за управљање Олимпијским играма, Олимпијским покретом и његова три главна састојка: Међународни олимпијски комитет, Међународне федерације и Националне олимпијске комитете.

### Поглавље 1: Олимпијски покрет и његово деловање
Члан 2: Мисија МОК-а је да промовише олимпизам широм света и да предводи Олимпијски покрет. Ово укључује одржавање етике у спорту, подстицање бављења спортом, осигуравање редовног одржавања Олимпијских игара, заштиту олимпијског покрета и подстицање и подршку развоју спорта.
Члан 6: Олимпијске игре су такмичења између спортиста у појединачним или тимским дисциплинама, а не између земаља.
Члан 8: Олимпијски симбол се састоји од пет међусобно повезаних прстенова који су са лева на десно плави, жути, црни, зелени и црвени.

### Поглавље 2: Међународни олимпијски комитет (МОК)
Ово поглавље описује чланство, састанке и водеће доктрине Међународног олимпијског комитета (МОК).

### Поглавље 3: Међународне федерације (ИФ)
Поглавље 3 говори о улози Међународних федерација (ИФ) у олимпијском покрету. Међународне федерације су међународне невладине организације које администрирају спорт на светском нивоу и обухватају организације које управљају таквим спортовима на националном нивоу. За сваки спорт који је део Олимпијских игара постоји Међународна федерација. Ове организаије раде на томе да осигурају да се њихови спортови развијају на начин који је у складу са Олимпијском повељом и олимпијским духом. Са техничком стручношћу у свом одређеном спорту, организација има контролу над квалификованошћу за такмичење, као и детаљима о месту на којем се атлетско такмичење одржава.

### Поглавље 4: Национални олимпијски комитети (НОК)
Члан 28: Мисија Националних олимпијских комитета (НОК) је да развијају, промовишу и штите Олимпијски покрет у својим земљама. Улога НОК-а у свакој земљи је да промовишу дух олимпизма, обезбеде поштовање Олимпијске повеље и подстичу етику и развој спорта. Они су задужени за представљање своје земље на Играма, одлучивање о граду домаћину Игара и сарадњу са државним и невладиним органима током Игара.

### Поглавље 5: Олимпијске игре
Ово поглавље се бави прослављањем Олимпијских игара, избором града домаћина, квалификованим кодом за учешће на играма, спортовима који су укључени у игре, медијским извештавањем, публикацијама и пропагандом дозвољеним за игре.
Поред тога, одељак 3 овог поглавља говори о применљивом протоколу за олимпијске функције и догађаје. Ово укључује нацрт употребе олимпијске заставе, пламена и церемоније отварања и затварања. Пет прстенова Олимпијских игара означавају пет континената.

### Поглавље 6: Мере и санкције, дисциплински поступци и решавање спорова
Ово поглавље води бригу (Мере и санкције, Дисциплински поступци и решавање спорова) о:
- Правило: 59 – Мерама и санкцијама
- Правило: 60 – Оспоравањем одлука МОК-а
- Правило: 61 - Решавањем спорова

## Основни принципи олимпизма
1. Олимпизам је филозофија живота, која уздиже и комбинује у уравнотежену целину особине тела, воље и ума. Комбинујући спорт са културом и образовањем, олимпизам настоји да створи начин живота заснован на радости труда, образовној вредности доброг примера, друштвеној одговорности и поштовању универзалних основних етичких принципа.
2. Циљ олимпизма је да спорт стави у службу хармоничног развоја човечанства, у циљу промовисања мирног друштва које брине о очувању људског достојанства.
3. Олимпијски покрет је усклађена, организована, универзална и трајна акција, која се спроводи под врховним ауторитетом МОК-а, свих појединаца и ентитета који су инспирисани вредностима олимпизма. Покрива пет континената. Свој врхунац достиже окупљањем светских спортиста на великом спортском фестивалу, Олимпијским играма. Његов симбол је пет испреплетених прстенова.
4. Бављење спортом је људско право. Сваки појединац мора имати могућност да се бави спортом, без дискриминације било које врсте иу олимпијском духу, што захтева међусобно разумевање у духу пријатељства, солидарности и фер-плеја.
5. Препознајући да се спорт дешава у оквиру друштва, спортске организације у оквиру Олимпијског покрета имаће права и обавезе аутономије, које укључују слободно успостављање и контролу правила спорта, утврђивање структуре и управљања својим организацијама, уживање права на избори слободни од било каквог спољног утицаја и одговорност за обезбеђивање примене принципа доброг управљања.
6. Уживање права и слобода наведених у овој Олимпијској повељи биће обезбеђено без дискриминације било које врсте, као што су раса, боја коже, пол, сексуална оријентација, језик, вера, политичко или друго мишљење, национално или социјално порекло, имовина, рођење или други статус.
7. Припадност Олимпијском покрету захтева поштовање Олимпијске повеље и признање од стране МОК-а.[1]

## У медијима
Олимпијска повеља није само питање неспровођене политике за Олимпијске игре. Кроз историју је служио као смерница за одржавање Игара. Испод је неколико најновијих примера:
- 2011 - 2012: Чувар људских права оптужио Саудијску Арабију да крши Олимпијску повељу систематским спречавањем жена да се баве спортом у земљи и не дозвољавајући саудијским спортистима да учествују на Олимпијским играма, чиме се крши четврти, шести и седми основни принцип Повеље, на који је обавезан сваки члан Олимпијског покрета. Ово је уследило пошто је Анита ДеФранц, председница Комисије за жене и спорт МОК-а, предложила да се земљи забрани учешће на Олимпијским играма док не пристане да пошаље спортисткиње на Игре. Портпарол МОК-а Емануела Мореау је, међутим, назначила да Комитет „неће наложити да Саудијци имају женску екипу у Лондону]“, тврђујући да „МОК не даје ултиматуме нити рокове, већ радије сматра да се дијалогом може много више постићи“.[2][3][4]
- 2012: Либанска џудо репрезентација на Олимпијским играма у Лондону 2012. одбила је да вежба поред израелске, а подигнута је импровизована баријера да би се њихова теретана поделила на две половине. Због азбучног реда енглеског језика, два тима су требало да користе исте струњаче на ЕкЦелу како би финализирали своје припреме. Међутим, због либанског устава, спортисти нису хтели да тренирају с обзиром на израелски тим, и инсистирали су да се између њих постави нека врста баријере. Организатори су прихватили захтев либанског селектора да се тимови раздвоје, подигнувши баријеру како либански тим не би видео израелске спортисте.

## Олимпијски конгрес
Олимпијски конгрес организује МОК. У Конгресу су представници конституената Олимпијског покрета. Датум и место одржавања Олимпијског конгреса утврђује Седница МОКа. Седница МОКа утврђује и дужности председника Конгреса. Учесници Олимпијског конгреса су чланови, почасни председник, почасни чланови и почасни чланови МОК-а, делегати који представљају ИФ и НОК. На Конгресу могу учествовати и представници организација које признаје МОК.